# Parafia św. Jadwigi Śląskiej w Wilczynie
Parafia św. Jadwigi Śląskiej w Wilczynie – parafia rzymskokatolicka, znajdująca się w archidiecezji poznańskiej, w dekanacie pniewskim.